# III liga polska w piłce nożnej, grupa opolsko-śląska (2012/2013)
III liga, grupa opolsko-śląska, sezon 2012/2013 – 5. edycja rozgrywek czwartego poziomu ligowego piłki nożnej mężczyzn w Polsce po reorganizacji lig w 2008 roku. Bierze w niej udział 16 drużyn z województwa opolskiego i województwa śląskiego. Walczą one o miejsce premiowane awansem do grupy zachodniej II ligi. Ostatnie zespoły spadają odpowiednio do grup: opolskiej, śląskiej I i śląskiej II IV ligi. Opiekunem ligi jest Opolski Związek Piłki Nożnej. 
Sezon ligowy rozpoczął się w sierpniu 2012 roku, a ostatnie mecze rozegrane zostaną w czerwcu 2013 roku.

## Zasady rozgrywek
Zmagania w lidze toczą się systemem kołowym w dwóch rundach – jesiennej i wiosennej. Każda z drużyn rozgrywa z pozostałymi po 2 mecze. Zwycięzca otrzymuje automatyczny awans do II ligi (grupa zachodnia). Do ligi awansuje mistrz i wicemistrz IV ligi z grupy opolskiej oraz mistrzowie IV ligi z grup: śląska I oraz śląska II. Drużyny, które po zakończeniu rozgrywek zajmą w tabeli odpowiednio 14, 15 i 16 miejsce, spadają do właściwej terytorialnie IV ligi i będą w kolejnym sezonie występować w IV lidze. Liczba drużyn spadających z III ligi ulega zwiększeniu o liczbę drużyn, które spadną z II ligi zgodnie z przynależnością terytorialną do Opolskiego lub Śląskiego ZPN.
Drużyna, które zrezygnuje z uczestnictwa w rozgrywkach, degradowana jest o 2 klasy rozgrywkowe i przenoszona na ostatnie miejsce w tabeli (jeśli rozegrała przynajmniej 50% spotkań sezonu; wtedy mecze nierozegrane weryfikowane są jako walkowery 0:3 na niekorzyść drużyny wycofanej) lub jej wyniki zostają anulowane. Z rozgrywek eliminowana – i również degradowana o 2 klasy rozgrywkowe – jest drużyna, która nie rozegra z własnej winy 3 spotkań sezonu.
Kolejność w tabeli ustala się według liczby zdobytych punktów. W przypadku uzyskania równej liczby punktów przez dwie drużyny, o zajętym miejscu decydują:
a) liczba zdobytych punktów w spotkaniach bezpośrednich,
b) korzystniejsza różnica między zdobytymi i utraconymi bramkami w spotkaniach bezpośrednich,
c) przy uwzględnieniu reguły UEFA, że bramki strzelone na wyjeździe liczone są podwójnie, korzystniejsza różnica między zdobytymi i utraconymi bramkami w spotkaniach bezpośrednich,
d) korzystniejsza różnica bramek we wszystkich spotkaniach z całego cyklu rozgrywek,
e) większa liczba bramek zdobytych we wszystkich spotkaniach z całego cyklu.
W przypadku, gdy dwoma zespołami o jednakowej liczbie punktów są zespoły, których kolejność decyduje o awansie lub spadku, stosuje się wyłącznie zasady określone w punktach a, b i c, a jeżeli one nie rozstrzygną kolejności, zarządza się spotkanie barażowe na neutralnym boisku, wyznaczonym przez Wydział Gier PZPN.
Przy więcej niż dwóch zespołach przeprowadza się dodatkową punktację pomocniczą spotkań wyłącznie między zainteresowanymi drużynami, kierując się kolejno zasadami podanymi punktach a, b, c, d oraz e.
| Uczestnicy sezonu 2011/2012                                                                                   | Uczestnicy sezonu 2011/2012 | Uczestnicy sezonu 2011/2012 | Uczestnicy sezonu 2011/2012 |
| --- | --------------------------- | --------------------------- | --------------------------- |
| SKC | Skra Częstochowa            | 2                           |                             |
| LEŚ | LZS Leśnica                 | 3                           |                             |
| PŁG | Polonia Łaziska Górne       | 4                           |                             |
| SZJ | Szczakowianka Jaworzno      | 5                           |                             |
| ODO | Odra Opole                  | 6                           |                             |
| PNI | Pniówek Pawłowice Śląskie   | 7                           |                             |
| ROG | Przyszłość Rogów            | 8                           |                             |
| BKS | BKS Stal Bielsko-Biała      | 9                           |                             |
| PTR | LZS Piotrówka               | 11                          |                             |
| NAM | Start Namysłów              | 12                          |                             |
| ODR | Odra Wodzisław Śląski       | 13                          |                             |
| VCH | Victoria Chróścice          | 14                          |                             |
| Awans z II ligi zachodniej                                                                                    |                             |                             |                             |
| ROZ | Rozwój Katowice             | 1                           |                             |
| Awans z IV ligi 2011/2012                                                                                     |                             |                             |                             |
| grupa opolska                                                                                                 |                             |                             |                             |
| SWO | Swornica Czarnowąsy         | 1                           |                             |
| GŁU | Polonia Głubczyce           | 2                           |                             |
| grupa śląska I                                                                                                |                             |                             |                             |
| WES | Górnik Wesoła               | 1                           |                             |
| grupa śląska II                                                                                               |                             |                             |                             |
| CZN | LKS Czaniec                 | 1                           |                             |
| Oznaczenia: - kolumna pierwsza – skróty nazw drużyn, - kolumna trzecia – miejsce zajęte w poprzednim sezonie. |                             |                             |                             |

Objaśnienia:

## Tabela
| Lp. | Drużyna                   | M  | Z  | R  | P  | Bramki | Bramki | Różn. | Pkt | Uwagi                     | Bezpośrednio |
| --- | ------------------------- | -- | -- | -- | -- | ------ | ------ | ----- | --- | ------------------------- | ------------ |
| 1   | Odra Opole                | 30 | 18 | 8  | 4  | 53     | 23     | +30   | 62  | Awans do II ligi          |              |
| 2   | BKS Stal Bielsko-Biała    | 30 | 18 | 5  | 7  | 52     | 34     | +18   | 59  |                           |              |
| 3   | Pniówek Pawłowice Śląskie | 30 | 17 | 6  | 7  | 52     | 24     | +28   | 57  |                           |              |
| 4   | Przyszłość Rogów          | 30 | 14 | 12 | 4  | 49     | 25     | +24   | 54  |                           |              |
| 5   | Skra Częstochowa          | 30 | 16 | 5  | 9  | 54     | 35     | +19   | 53  |                           |              |
| 6   | Polonia Łaziska Górne     | 30 | 15 | 8  | 7  | 50     | 42     | +8    | 53  |                           |              |
| 7   | Górnik Wesoła             | 30 | 12 | 10 | 8  | 50     | 35     | +15   | 46  |                           |              |
| 8   | Szczakowianka Jaworzno    | 30 | 11 | 8  | 11 | 41     | 35     | +6    | 41  |                           |              |
| 9   | LZS Piotrówka             | 30 | 9  | 11 | 10 | 42     | 38     | +4    | 38  |                           |              |
| 10  | LZS Leśnica               | 30 | 10 | 8  | 12 | 40     | 47     | −7    | 38  |                           |              |
| 11  | LKS Czaniec               | 30 | 9  | 9  | 12 | 49     | 47     | +2    | 36  |                           |              |
| 12  | Odra Wodzisław Śląski2    | 30 | 8  | 8  | 14 | 27     | 35     | −8    | 32  |                           |              |
| 13  | Swornica Czarnowąsy       | 30 | 7  | 7  | 16 | 40     | 57     | −17   | 28  |                           |              |
| 14  | Start Namysłów            | 30 | 7  | 6  | 17 | 32     | 52     | −20   | 27  |                           |              |
| 15  | Polonia Głubczyce         | 30 | 7  | 4  | 19 | 29     | 69     | −40   | 25  |                           |              |
| 16  | Victoria Chróścice1       | 30 | 3  | 3  | 24 | 13     | 75     | −62   | 12  | Spadek do klasy okręgowej |              |

2Start Bogdanowice występuje pod nazwą Odra Wodzisław Śląski

## Wyniki
| Gospodarz \ Gość          | BKS | WES   | CZN   | LEŚ   | PTR | ODO | ODR   | PNI | GŁU   | PŁG | ROG   | SKC | NAM | SWO   | SZJ   | VCH   |
| BKS Stal Bielsko-Biała    |     | 1:0   | 2:0   | 1:1   | 4:1 | 2:0 | 1:0   | 3:1 | 3:1   | 2:2 | 0:1   | 1:0 | 2:1 | 0:0   | 3:0   | 3:0wo |
| Górnik Wesoła             | 1:2 |       | 3:1   | 0:0   | 1:0 | 2:2 | 2:1   | 1:2 | 7:0   | 2:3 | 1:1   | 4:2 | 1:0 | 2:2   | 3:0   | 1:0   |
| LKS Czaniec               | 2:0 | 2:2   |       | 3:1   | 0:0 | 0:4 | 1:1   | 0:0 | 5:1   | 0:2 | 1:2   | 2:4 | 5:0 | 1:1   | 0:0   | 4:0   |
| LZS Leśnica               | 1:2 | 0:3   | 3:2   |       | 1:3 | 0:1 | 0:2   | 0:2 | 4:1   | 3:1 | 0:0   | 0:0 | 0:1 | 4:2   | 2:2   | 3:0   |
| LZS Piotrówka             | 1:1 | 4:2   | 2:2   | 1:2   |     | 0:0 | 2:3   | 2:2 | 1:2   | 5:0 | 0:0   | 1:2 | 2:1 | 2:1   | 1:1   | 3:0wo |
| Odra Opole                | 1:0 | 1:1   | 3:1   | 4:1   | 0:0 |     | 1:0   | 3:3 | 4:1   | 1:1 | 1:0   | 5:0 | 0:0 | 5:1   | 2:0   | 3:0wo |
| Odra Wodzisław Śląski     | 2:3 | 0:0   | 0:2   | 0:0   | 1:2 | 0:2 |       | 1:0 | 3:0   | 0:3 | 0:3   | 0:1 | 2:1 | 2:0   | 1:1   | 0:1   |
| Pniówek Pawłowice Śląskie | 3:1 | 1:1   | 2:0   | 4:1   | 2:0 | 0:1 | 1:1   |     | 3:0   | 6:0 | 1:0   | 3:1 | 1:0 | 3:0   | 1:2   | 3:0wo |
| Polonia Głubczyce         | 0:2 | 0:1   | 1:6   | 1:1   | 1:0 | 1:2 | 1:1   | 0:1 |       | 0:0 | 4:0   | 1:2 | 0:2 | 1:2   | 2:0   | 1:0   |
| Polonia Łaziska Górne     | 1:1 | 3:2   | 2:1   | 1:2   | 1:1 | 2:1 | 3:1   | 1:0 | 4:2   |     | 0:0   | 0:2 | 0:1 | 3:2   | 3:0   | 3:3wo |
| Przyszłość Rogów          | 4:0 | 2:0   | 1:1   | 2:0   | 2:2 | 3:0 | 2:0   | 1:1 | 3:0   | 3:1 |       | 2:0 | 1:1 | 3:2   | 2:2   | 2:2   |
| Skra Częstochowa          | 2:3 | 2:2   | 4:0   | 2:0   | 1:0 | 1:1 | 0:1   | 2:1 | 5:1   | 1:1 | 0:0   |     | 4:1 | 1:2   | 1:0   | 3:0wo |
| Start Namysłów            | 2:3 | 0:0   | 1:2   | 3:3   | 4:2 | 0:1 | 1:1   | 0:1 | 1:1   | 1:2 | 0:1   | 3:2 |     | 2:1   | 0:3   | 3:0wo |
| Swornica Czarnowąsy       | 1:4 | 0:2   | 4:1   | 1:2   | 0:1 | 0:1 | 0:0   | 1:0 | 1:2   | 2:2 | 2:2   | 0:3 | 5:1 |       | 0:4   | 2:2   |
| Szczakowianka Jaworzno    | 2:1 | 3:0   | 1:1   | 1:2   | 1:1 | 1:0 | 1:0   | 0:2 | 5:0   | 0:1 | 3:2   | 0:2 | 4:0 | 1:2   |       | 0:0   |
| Victoria Chróścice        | 3:1 | 0:3wo | 0:3wo | 0:3wo | 0:2 | 2:3 | 0:3wo | 1:2 | 0:3wo | 0:4 | 0:3wo | 0:4 | 2:1 | 0:3wo | 0:3wo |       |

Źródło: 
Objaśnienia:
1Drużyna gospodarzy jest wymieniona po lewej stronie tabeli.
Kolory: zielony – zwycięstwo gospodarzy, żółty – remis, różowy – zwycięstwo gości.
Mistrz jesieni 2012/2013: Przyszłość Rogów
Awans do II ligi: Odra Opole
Spadek z III ligi: Victoria Chróścice